# 장이캉
장이캉(중국어 정체자: 姜異康, 1953년 - )은 중화인민공화국의 정치인이다. 산둥성 당위원회 서기이다.

## 경력
인민해방군 등을 거쳐, 2002년에 충칭 시 당위원회 부서기에 올랐다. 2008년 3월부터 산둥성 당위원회 서기를 맡고 있다. 전 국가 부주석 쩡칭훙과 가깝다고 알려져 있다.
2012년 3월 15일, 보시라이가 물러난 이후 장더장 부총리가 임시로 맡고 있는 충칭 시 당위원회 서기를 맡을 예정이라고, 같은 해 5월 16일 홍콩의 일부 언론이 보도했다.